# الکساندر سولژنیتسین
اَلکساندر ایسایِویچ سولژنیتسین (به روسی: Алекса́ндр Иса́евич Солжени́цын) زاده ۱۱ نوامبر ۱۹۱۸ - درگذشته ۳ اوت ۲۰۰۸ نویسنده سرشناس اهل روسیه و برنده جایزه نوبل ادبیات در سال ۱۹۷۰ بود. وی بخاطر افشای جنایات ژوزف استالین در رمان‌هایش، بیست سال را در تبعید گذراند.
کتاب‌های مجمع‌الجزایر گولاگ و یک روز از زندگی ایوان دنیسویچ از آثار آلکساندر سولژنیتسین هستند. از ویژگی‌های سولژنیتسین، بیان ناخشنودی و انتقادهای او از ساختار اداری نادرست و وجود فساد اداری و ندانم‌کاری در میان مقامات بالادست شوروی و بی‌اعتنایی آنان به همه است.
این نویسنده در آثار ادبی‌اش با بهره‌گیری از تجربه‌های زیسته خود، تاریخ سیاسی سده بیستم کشورش، به ویژه سازوکار سرکوب سازمان‌یافته را روایت می‌کند. این موجب شده برخی او را «خائن» و برخی دیگر او را «پیامبر» بنامند.

## زندگی

### کودکی
الکساندر سولژنیتسین ۱۱ دسامبر ۱۹۱۸ در شهر کیسلوفودسک واقع در قفقاز شمالی و در یک خانواده متوسط چشم به جهان گشود. پدرش که داوطلبانه به جبهه‌های جنگ جهانی اول رفته بود در ژوئن ۱۹۱۸، یعنی چند ماه پیش از آنکه او به دنیا بیاید در بازگشت از جبهه در یک تصادف شدیداً زخمی شد و درگذشت. الکساندر تا شش سالگی نزد خانواده مادرش سپرده شد؛ زیرا مادرش در شهر روستوف به عنوان منشی مشغول به کار بود.

### دانشگاه
الکساندر سولژنیتسین با این که از همان نوجوانی به ادبیات علاقه داشت، اما تصمیم گرفت که در دانشگاه روستوف (دانشگاه فدرال جنوبی) در رشته ریاضیات و فیزیک تحصیل کند. او با این حال، همزمان به صورت مکاتبه‌ای در زمینه ادبیات و فلسفه آموزش می‌دید و در کلاس‌های زبان انگلیسی و زبان لاتین نیز ثبت نام کرد. در همین دوران بود که تحت تأثیر فضای کمونیستی حاکم، سولژنیتسین هم طرفدار این ایدئولوژی شد.

### ازدواج
در ۱۹۳۶ با ناتالیا ریچتوفسکایا که یک دانشجوی شیمی بود آشنا شد و چهار سال بعد در ۲۷ آوریل ۱۹۴۰ با او ازدواج کرد. سولژنیتسین در ژوئن همان سال تحصیلات دانشگاهی خود را به پایان رساند و به مسکو رفت تا امتحانات پایانی رشته ادبیات را نیز بگذراند.

### جنگ جهانی دوم
دقیقاً در همین روزها بود که آلمان نازی به شوروی اعلان جنگ کرد. با آغاز جنگ جهانی دوم، سولژنیتسین به ارتش سرخ پیوست و یک سال بعد با درخواست خودش به یک مدرسه نظامی رفت. او در ارتش مدارج نظامی را طی کرد و در جنگ جهانی دوم به عنوان افسر توپخانه در ارتش اتحاد جماهیر شوروی خدمت کرد و در ۱۹۴۴ نشان «ستاره سرخ» گرفت.

### کنش سیاسی
اما در فوریه ۱۹۴۵ به خاطر نوشتن نامه‌ای در انتقاد از ژوزف استالین مورد غضب قرار گرفت و از طرف بخش ضدجاسوسی ارتش سرخ بازداشت شد. او در یکی از این نامه‌ها نوشته بود که استالین - که از سوی رسانه‌های رسمی «دوست تمام سربازان» خوانده می‌شد - با پاکسازی‌هایی که انجام داده، تیشه به ریشه ارتش زده است. علاوه بر سولژنیتسین، گیرنده این نامه هم بازداشت شد و هر دو به تشکیل یک سازمان «ضدانقلابی» متهم شدند.

### زندان
با همین اتهام سولژنیتسین در تابستان ۱۹۴۵ به هشت سال زندان در اردوگاه کار اجباری (گولاگ) محکوم شد. در ۱۹۵۲ ناتالیا ریچتوفسکایا که از سوی دولت همسر «دشمن مردم» خوانده می‌شد، برای اینکه بتواند شغلی پیدا کند از سولژنیتسین طلاق گرفت. الکساندر سولژنیتسین پس از گذراندن هشت سال زندانی در گولاگ‌های استالین در فوریه ۱۹۵۳ چند هفته پیش از مرگ استالین، از اردوگاه خارج شد. اما برای گذراندن «تبعید ابد» به قزاقستان فرستاده شد. در آنجا به خاطر ابتلا به سرطان معده که در اردوگاه به آن مبتلا شده بود مورد درمان قرار گرفت.

### پس از زندان
پس از تجدیدنظر در مجازاتش، در ۱۹۵۶ در شهر ریازان در دویست کیلومتری جنوب مسکو ساکن شد و به آموزش فیزیک پرداخت. او یک سال بعد با همسر پیشین خود دوباره ازدواج کرد، اما زندگی مشترک دوباره آنان پانزده سال بیشتر دوام نیاورد و در ۱۹۷۲ این بار نه به دلایل سیاسی، بلکه به دلایل شخصی از یکدیگر جدا شدند. سولژنیتسین یک سال بعد با ناتالیا دمیتریونا ۳۲ ساله که او هم ریاضیات خوانده بود ازدواج کرد. سولژنیتسین به غیر از دیمیتری، پسری که از ازدواج اولش داشت، از ازدواج دومش نیز دارای سه فرزند شد.

### مهاجرت و بازگشت
او در سال ۱۹۷۴ از اتحاد جماهیر شوروی اخراج و از آنجا به آلمان غربی و سپس به سوئیس رفت و در نهایت در ایالات متحده آمریکا ساکن شد.
به دنبال اصلاحات میخائیل گورباچف، تابعیت سولژنیتسین به او بازگردانده شد و چندی پس از فروپاشی اتحاد جماهیر شوروی، در ۱۹۹۴ به وطنش بازگشت و در روسیه ساکن شد.

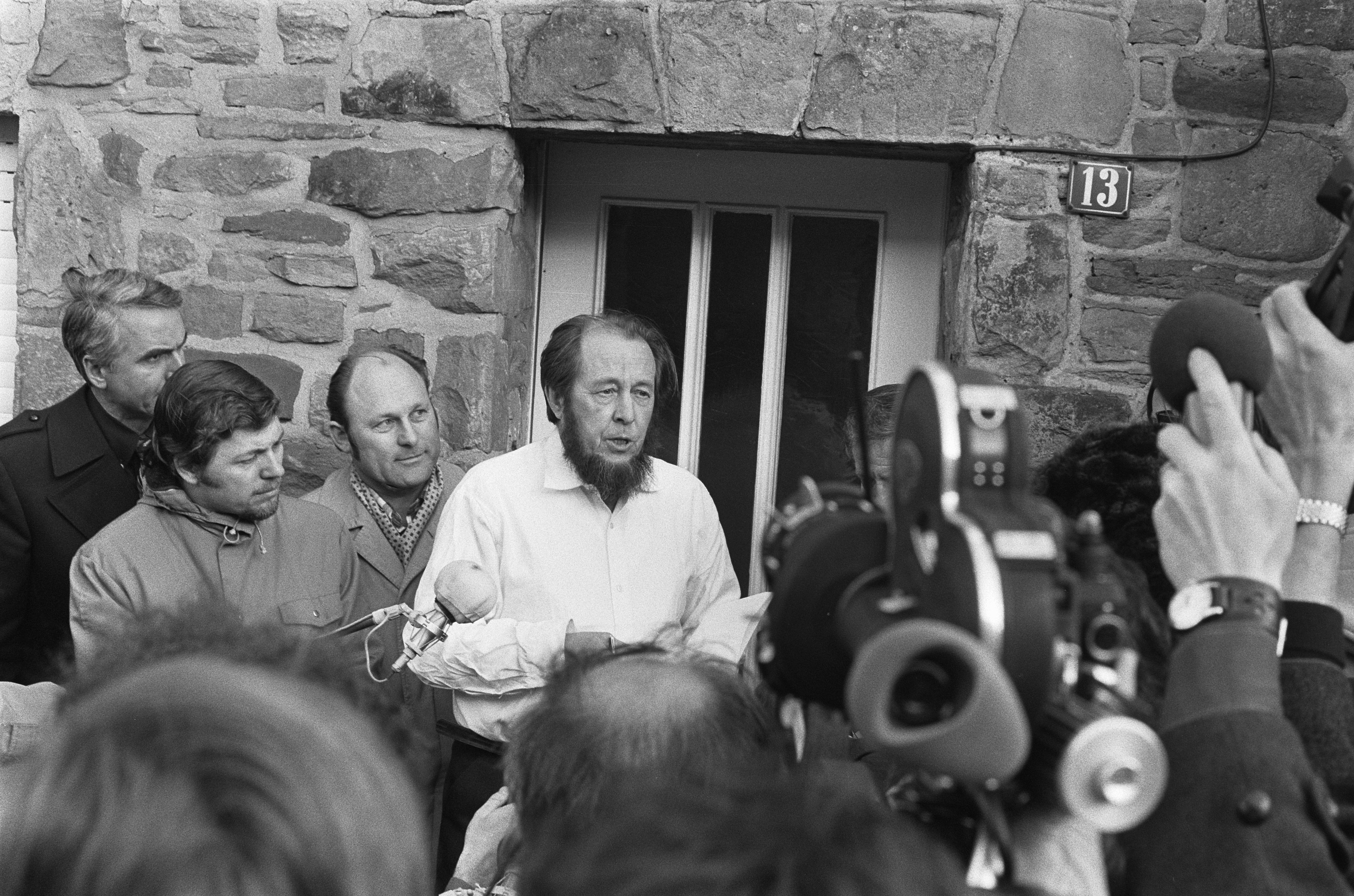
الکساندر سولژنیتسین در آلمان غربی (۱۴ فوریه ۱۹۷۴)

### درگذشت

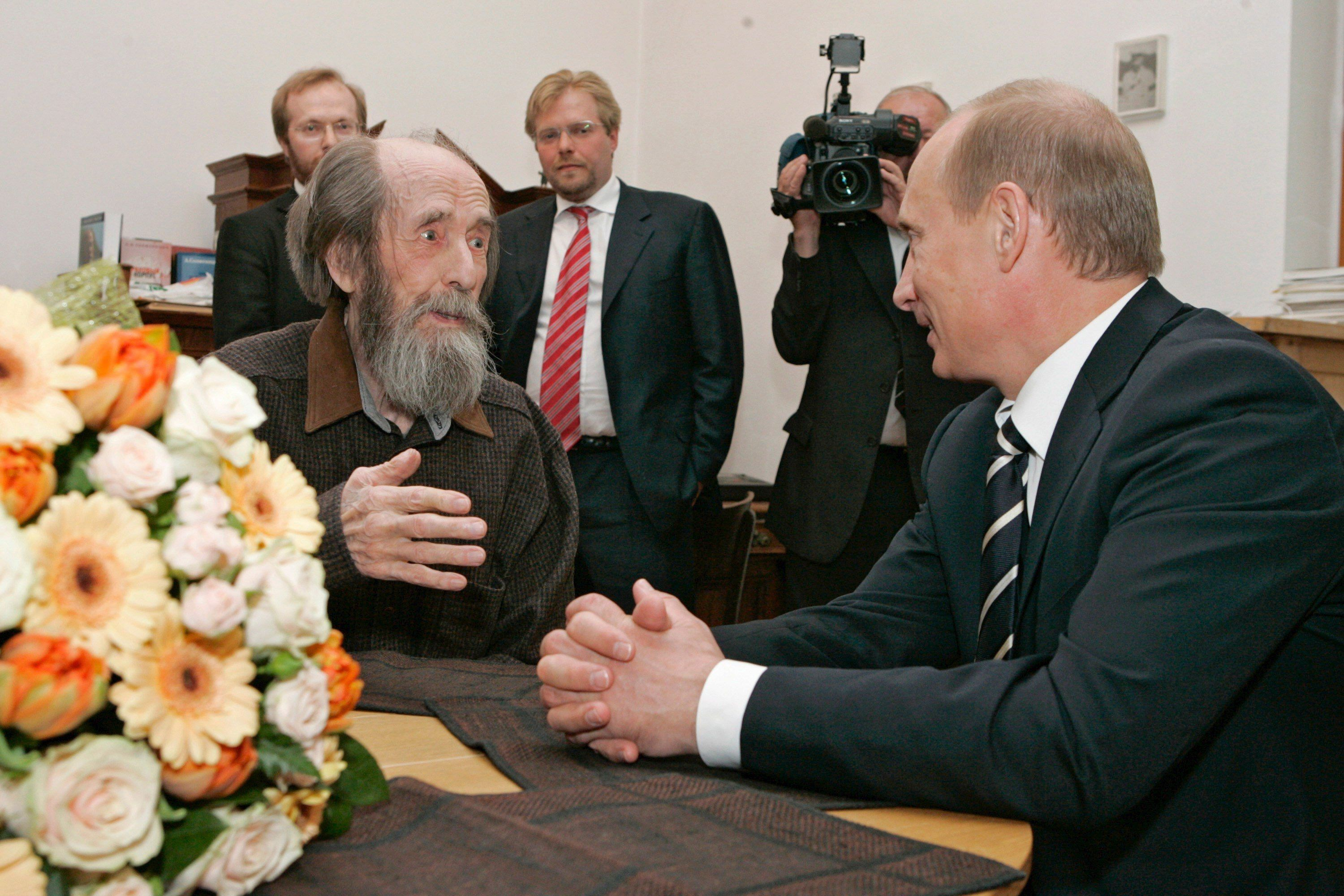
با ولادیمیر پوتین

در ۳ اوت ۲۰۰۸ وی در محل باغ ییلاقی خود به نام تروئیتسه - لیکووا در حومه شهر مسکو به علت ایست قلبی درگذشت. وی را در صومعه دانسکوی به خاک سپردند. این محل را آلکساندر سولژنیتسین ۵ سال قبل از مرگش انتخاب کرده بود. مراسم خاکسپاری سولژنیتسین در روسیه، با ادای احترام از سوی مقامات به ویژه ولادیمیر پوتین همراه بود.

## نویسندگی
الکساندر سولژنیتسین تا چهل و چهارسالگی به عنوان نویسنده شناخته شده نبود. در سال ۱۹۶۲ بود که به لطف انتشار داستان «یک روز ایوان دنیسوویچ» در «نووی میر»، نشریه اتحادیه نویسندگان شوروی، هم در کشورش و هم در جهان شناخته شد. این رمان شرایط زندگی در یک اردوگاه کار اجباری در دهه ۱۹۵۰ (میلادی) را به تصویر می‌کشد. پس از انتشار این داستان بود که سولژنیتسین به کاخ بزرگ کرملین دعوت شد و با نیکیتا خروشچف، رهبر وقت شوروی که چاپ «یک روز ایوان دنیسوویچ» با اجازه شخصی او صورت گرفته بود دیدار کرد. اما دو سال بعد، وقتی لئونید برژنف به قدرت رسید محدودیت‌ها برای انتشار آثارش روز به روز افزایش یافت.
سولژنیتسین در اواخر دهه ۱۹۶۰ (میلادی) در یک نامه به پنجمین کنگره نویسندگان شوروی خواستار «حذف کامل سانسور - چه سانسور آشکار و چه سانسور پنهانی - تولیدات هنری» شد. او همچنین خطاب به همکارانش نوشت: «شما فقط مردگان را دوست دارید.»

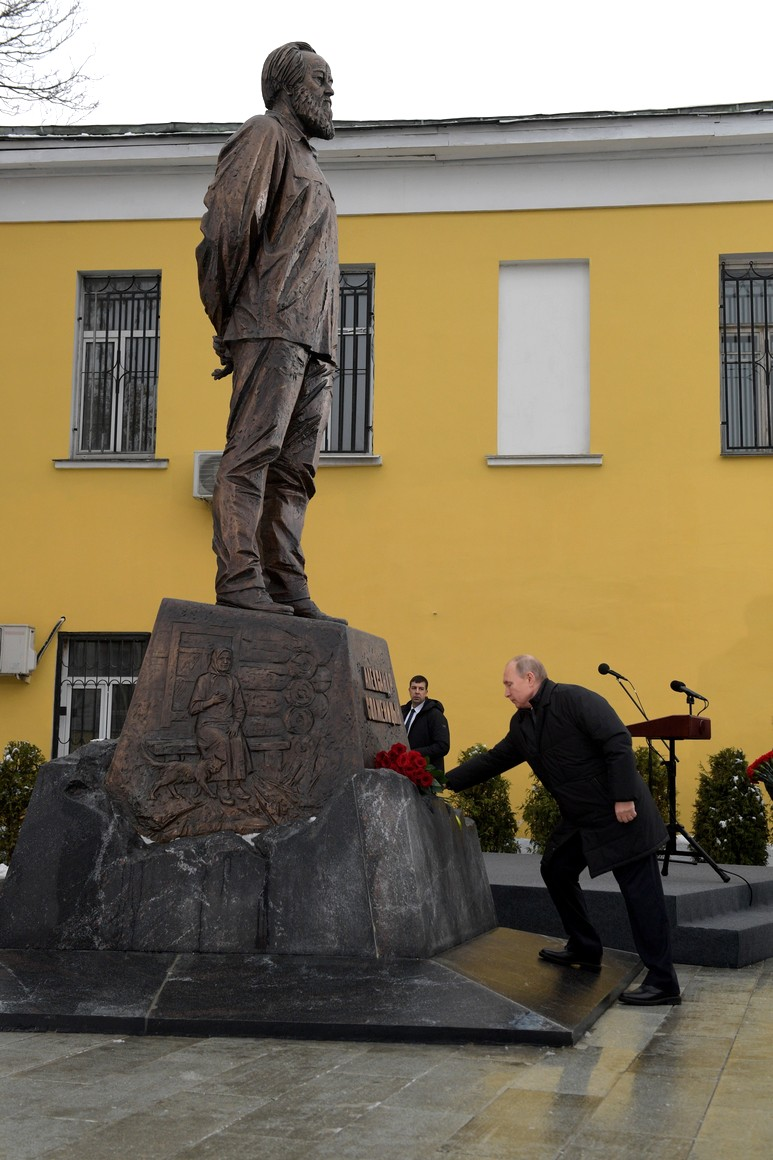
ولادیمیر پوتین در آیین رونمایی از یادمان الکساندر سولژنیتسین در مسکو (۱۱ دسامبر ۲۰۱۸)

در همین دهه بود که رمان «درخت بلوط و گوساله» شرح مبارزه‌اش با حکومت شوروی را منتشر کرد. نویسندگان دیگری هم بودند که در آن زمان به سهم خود «ادبیات ضد شوروی» را پایه‌گذاری کردند که تا فروپاشی این حکومت ادامه داشت. مانند وارلام شالاموف که «قصه‌های کلیما» را نوشت اما آثارش به اندازه سولژنیتسین با استقبال مواجه نشد. همچنین در همین دوره بود که رمان‌های «نخستین دایره» و «بخش سرطان» و همچنین نخستین بخش از شاهکار تاریخی سولژنیتسین به نام «چرخ سرخ» در جهان غرب منتشر شد و جایزه نوبل ادبیات را در سال ۱۹۷۰ برای او به همراه آورد. اما او از بیم از دست دادن ملیت شوروی و به دنبال آن ممنوعیت بازگشت به کشورش، نتوانست به استکهلم برود تا جایزه‌اش را دریافت کند.
از آن پس زندگی سولژنیتسین بیش از پیش تحت نظر سرویس‌های اطلاعاتی شوروی قرار گرفت. به همین دلیل او بخشی از مدارک خود را در خانه یکی از دوستانش گذاشت و در ۱۹۶۹ زمانی که از آزار و اذیت حکومت به ستوه آمد، در خانه یکی از دوستانش ساکن شد. با این حال، فشار بر این نویسنده معترض ادامه داشت. در سال ۱۹۷۱ از یک حمله جان سالم به در برد و نزدیک بود یکی از همکارانش نیز در یک تصادف کشته شود.
در سال ۱۹۷۳ نسخه دستنویس کتاب «مجمع‌الجزایر گولاگ» به طرز معجزه‌آسایی از روسیه خارج شد و در پاریس به زبان روسی به چاپ رسید. او در این کتاب، ماهیت نظام تمامیت‌خواه شوروی را از درون اردوگاه‌های کار اجباری نشان می‌دهد. سولژنیتسین این کتاب را بین سال‌های ۱۹۵۸ تا ۱۹۶۷ روی کاغذهای کوچکی نوشته و در باغ خانه‌های دوستانش دفن کرده بود و همزمان یک رونوشت از آن را از طریق یکی از دوستانش به غرب فرستاده بود. چاپ این کتاب در فرانسه با محکومیت آن از سوی حزب کمونیست اتحاد شوروی مواجه و نویسنده‌اش طرفدار «نئونازی‌ها» خوانده شد. اما در آلمان غربی، هاینریش بل، نویسنده پرآوازه این کشور، زمینه زندگی سولژنیتسین در شهر زوریخ سوئیس را فراهم کرد تا اینکه در نهایت سولژنیتسین به آمریکا مهاجرت کرد.
در این دوره بود که سولژنیتسین گفتگوهای بسیاری با رسانه‌ها انجام داد و در جاهای مختلف مانند دانشگاه هاروارد در ۱۹۷۸ سخنرانی می‌کرد. او که در کودکی آموزش ارتدوکس دیده بود با این که به غرب پناه آورده بود اما به «ماده‌باوری غربی» بدگمان بود و در یک سخنرانی در سال ۱۹۷۵ در مجلس سنای ایالات متحده آمریکا از رویکرد مصرفی جامعه غرب انتقاد کرد. سولژنیتسین در آمریکا در شهر کاوندیش در ایالت ورمانت ساکن شد و آنجا بود که بیشتر وقت خود را صرف نوشتن ادامه رمان «چرخ سرخ» (رمان تاریخی چند جلدی دربارهٔ انقلاب روسیه) کرد.

## آثار
برخی از آثار آلکساندر سولژنیتسین عبارتند از:

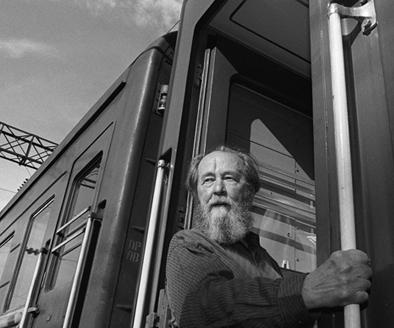
الکساندر سولژنیتسین در تابستان ۱۹۹۴، در ولادیوستوک، پیش از رفتن به سفر یکماهه با قطار در سراسر روسیه پس از نزدیک به ۲۰ سال تبعید و بازگشت به روسیه

- نشر: ۱۹۶۰ - شمعی در باد (به روسی: Свеча на ветру)، (به انگلیسی: Candle in the Wind) (نمایش‌نامه)

ترجمه به فارسی:
شمعی در باد، ژیلا دهخدا، تهران: دفتر تحقیق و نشر بهاران، ۱۳۶۸.
شمعی در باد، حسن ملکی، تهران: انتشارات سروش، ۱۳۷۱.
- نگارش: ۱۹۵۹؛ نشر: ۱۹۶۲٫۱۱ [ویراست ۲: ۱۹۷۸] - یک روز از زندگی ایوان دنیسویچ (به روسی: Один день Ивана Денисовича)، (به انگلیسی: One Day in the Life of Ivan Denisovich) (رمان کوتاه)

ترجمه به فارسی:
یک روز از زندگی ایوان دنیسویچ، جواد میرکریمی، تهران: چاپ‌خانهٔ صبح امروز، ۱۳۴۳.
یک روز از زندگی ایوان دنیسویچ، هوشنگ حافظی‌پور، تهران: انتشارات دریا، ۱۳۵۰
یک روز ایوان دنیسوویچ، رضا فرخ‌فال، تهران: انتشارات فاریاب، ۱۳۶۳.
یک روز از زندگی ایوان دنیسویچ، فهیمه توزنده‌جانی، تهران: کتاب‌سرای تندیس، ۱۳۹۰. شابک: ۹۷۸-۶۰۰-۱۸۲-۰۵۲-۶. یک روز ایوان دنیسوویچ، رضا فرخ‌فال، تهران: انتشارات فرهنگ نشر نو، ۱۴۰۰.
- نگارش: ۱۹۵۸٫۱۲؛ نشر: ۱۹۶۳٫۰۱ [ویرایش ۲: ۱۹۷۸] - خانهٔ ماتریونا (به روسی: Матрёнин двор)، (به انگلیسی: Matryona's House) (رمان کوتاه)

ترجمه به فارسی:
خانهٔ ماتریونا، [تنظیم:] رضا غالبی، شیراز: دانشگاه پهلوی، شورای رادیو و تلویزیون دانشجویان، ۱۳۴۹.
خانهٔ ماتریونا و چند داستان دیگر، محمود پوشالچی، تهران: انتشارات جوانه، ۱۳۵۰.
ما هرگز اشتباه نمی‌کنیم، رفیع رفیعی، تهران: انتشارات روایت، ۱۳۷۳.
خانهٔ ماتریونا به همراه خرده‌ریزها، عبدالرضا ناطقی، تهران: انتشارات ماهی، ۱۳۹۴. شابک: ۹۷۸-۹۶۴-۲۰۹-۱۵۸-۴.
- نشر: ۱۹۶۳٫۰۱ - واقعهٔ ایستگاه کرچه‌تووکا (به روسی: Случай на станции Кочетовка)، (به انگلیسی: An Incident at Krechetovka Station) (رمان کوتاه)

ترجمه به فارسی: ما هرگز اشتباه نمی‌کنیم، رفیع رفیعی، تهران: انتشارات روایت، ۱۳۷۳.
- نشر: ۱۹۶۳٫۰۷ - به خاطر مصلحت (به روسی: Для пользы дела)، (به انگلیسی: For the Good of the Cause) (رمان کوتاه)

ترجمه به فارسی: به خاطر مصلحت، محسن افشاری‌مهر، تهران: انتشارات بهمن، ۱۳۵۷.
- نگارش: ۱۹۵۸–۱۹۶۳ و ۱۹۹۶–۱۹۹۹؛ نشر: ۱۹۶۴ [ویرایش ۲: ۱۹۹۷] - خرده‌ریزه‌ها (به روسی: Крохотки)، (به انگلیسی: Miniatures) (شعر منثور)

ترجمه به فارسی: خانهٔ ماتریونا به همراه خرده‌ریزها، عبدالرضا ناطقی، تهران: انتشارات ماهی، ۱۳۹۴. شابک: ۹۷۸-۹۶۴-۲۰۹-۱۵۸-۴.
- نگارش: ۱۹۵۵–۱۹۶۲؛ نشر: ۱۹۶۸ [ویرایش ۲: ۱۹۷۸] - پلهٔ اول دوزخ (به روسی: В круге первом)، (به انگلیسی: The First Circle) (رمان)

ترجمه به فارسی: پلهٔ اول دوزخ، عباس رهبر، تهران: نشر قومس، ۱۳۷۱.
- نگارش: ۱۹۵۸–۱۹۶۷؛ نشر: ۱۹۷۳٫۰۹ - مجمع‌الجزایر گولاگ (به روسی: Архипелаг ГУЛАГ, 1918-1956)، (به انگلیسی: The Gulag Archipelago 1918-1956) (ناداستان، تاریخ)

ترجمه به فارسی: مجمع‌الجزایر گولاگ: بخش اول و دوم [از چهار بخش]، عبدالله توکل، تهران: انتشارات سروش، ۱۳۶۶.
- نگارش: ۱۹۶۳–۱۹۶۶؛ نشر: ۱۹۶۸ - بخش سرطان (به روسی: Раковый корпус)، (به انگلیسی: Cancer Ward) (رمان)

ترجمه به فارسی: بخش سرطان، سعدالله علیزاده، تهران: انتشارات امیرکبیر، ۱۳۶۲.
- نگارش: ۱۹۶۹–۱۹۷۰؛ نشر: ۱۹۷۱٫۰۶ [ویرایش ۲: ۱۹۸۳] - چرخ سرخ - گره ۱: اوت ۱۹۱۴ (به روسی: Август Четырнадцатого)، (به انگلیسی: The Red Wheel - Knot I: اوت ۱۹۱۴) (رمان)
- نگارش: ۱۹۵۱؛ نشر: ۱۹۷۴ - شب‌های پروسی (به روسی: Прусские ночи)، (به انگلیسی: Prussian Nights) (شعر)
- نشر: ۱۹۷۴ - نامه به رهبران شوروی (به انگلیسی: A Letter to the Soviet leaders) (نقد سیاسی)

ترجمه به فارسی: به زمامداران شوروی، عنایت‌الله رضا، تهران: انتشارات امیرکبیر، ۱۳۵۶.
- نگارش: ۱۹۶۷٫۰۴، ۱۹۷۱، ۱۹۷۳، ۱۹۷۴؛ نشر: ۱۹۷۵ [ویرایش ۲: ۱۹۹۶] - درخت بلوط و گوساله (به روسی: Бодался теленок с дубом)، (به انگلیسی: The Oak and the Calf) (شرح حال)
- نشر: ۱۹۷۶ - لنین در زوریخ (به انگلیسی: Lenin in Zürich) (زندگی‌نامه)

ترجمه به فارسی: لنین در زوریخ، روشن آغاخانی، تهران: دفتر تحقیق و نشر بهاران، تابستان ۱۳۶۴.
- نشر: ۱۹۸۳ - چرخ سرخ - گره ۲: نوامبر ۱۹۱۶ (به انگلیسی: نوامبر ۱۹۱۶) (رمان)
- نشر: ۱۹۸۳ - جشن پیروزی (به انگلیسی: Victory Celebration)
- نشر: ۱۹۹۰ - چرخ سرخ - گره ۳: مارس ۱۹۱۷ (به انگلیسی: مارس ۱۹۱۷) (رمان)
- نشر: ۱۹۹۵ - پرسش روسی (به انگلیسی: The Russian Question) (نقد سیاسی)